# Roger Verlomme
Roger Verlomme, né le 14 octobre 1890 à Dunkerque et mort le 9 juillet 1950 à Paris, est un ancien chef de cabinet de préfet, devenu ensuite sous-préfet et préfet, membre de la Résistance. 

## Biographie
Roger Édouard Verlomme nait à Dunkerque le 14 octobre 1890. Il est le fils de Gustave Albert Édouard Verlomme, comptable, et de Julie Louise Joye.
Il effectue de brillantes études au collège Jean-Bart de Dunkerque puis passe une licence en droit à la faculté de droit de Lille.
Il épouse à Amiens le 29 mars 1921 Yvonne Charlotte Louise Marie Decamps. Le couple aura six enfants.
Roger Verlomme meurt brutalement, à l'hôtel de ville de Paris, 4e arrondissement, le 9 juillet 1950, à l'âge de 60 ans.
Ses obsèques ont lieu à la cathédrale Notre-Dame de Paris le 12 juillet 1950, en présence d'une assemblée nombreuse, représentant les autorités de l'État, de la ville, etc. . Il est inhumé au cimetière du Père-Lachaise, division 88.

## Carrière
En août 1914, lors de la Première Guerre mondiale, Roger Verlomme occupe la fonction de secrétaire particulier du sous-préfet de Dunkerque.
En 1915, à 25 ans, il est chef de cabinet du préfet de la Seine-Inférieure.
Son attitude pendant la guerre lui vaut une citation à l'ordre de la Nation et la distinction de chevalier de la Légion d'honneur.
Il est ensuite en 1918, chef de cabinet du préfet de la Somme, puis est promu sous-préfet de Romorantin, puis sous-préfet de Cambrai, et ensuite secrétaire général du département de la Sarthe.
Il est également secrétaire général de la préfecture du Nord en 1932 puis préfet des Landes en 1934.
Roger Verlomme occupe, lors du Front populaire, les fonctions de directeur de cabinet de Roger Salengro, alors ministre de l'intérieur, puis de Marx Dormoy au même ministère et est ensuite directeur de la direction du personnel du Ministère de l'Intérieur et enfin secrétaire général du même ministère.
Roger Verlomme est de 1938 à 1940 préfet de la Seine-Inférieure, le Journal de Rouen souligne son activité inlassable en début de Seconde Guerre mondiale jusqu'à son départ le 11 septembre 1940. Le régime de Vichy ne l'a pas maintenu dans les fonctions de préfet, en raison de ses sympathies socialistes.
Roger Verlomme entre dans la Résistance, à laquelle participe également son fils François. Il fait de l'hospice psychiatrique Saint-Anne (Centre hospitalier Sainte-Anne) qu'il dirige, depuis son éviction du corps préfectoral en 1940, un foyer de résistance.
En juillet 1944, il se trouve dans le Nord, vit dans la clandestinité à Roubaix et contribue à préparer la libération de Lille.
À la suite de la libération de la région du Nord Pas-de-Calais en septembre 1944, le gouvernement provisoire de la République française nomme Roger Verlomme commissaire de la République pour les départements du Nord et du Pas-de-Calais. Il est cependant rapidement remplacé dans cette fonction par Francis-Louis Closon, Verlomme n'ayant assuré qu'une sorte d'intérim mais demeure préfet du département du Nord pendant deux ans.
En 1946, il est nommé directeur de cabinet du ministre de l'intérieur Édouard Depreux, et puis il est à nouveau directeur de la direction du personnel de ce même ministère.
Il est préfet de la Seine, poste alors considéré comme le sommet de la carrière préfectorale, du 17 septembre 1946 au 9 juillet 1950, date de son décès.

## Distinctions
- Citation à l'ordre de la nation
- Chevalier de la Légion d'honneur
- Officier de la Légion d'honneur
- Commandeur de la Légion d'honneur[9]
- Médaille de la Résistance française
- Médaille de la Reconnaissance française.
- Grand officier de l'ordre d'Orange-Nassau de Pays-Bas (20 mai 1950)[10]

Un lycée de Paris porte son nom.
Son nom a été donné à une rue de Paris dans le 3e arrondissement : rue Roger-Verlomme.
Une rue de Wattignies (59) porte son nom, de même qu'une rue de Dunkerque, et de Noisy-le-Sec.